# Hunter
«Hunter» — песня шведского электронного дуэта Galantis, вышедшая 5 мая 2017 года в качестве одной из песен студийного альбома The Aviary. Она была написана Josh Wilkinson, Hannah Wilson, Ki Fitzgerald, Henrik Jonback, Jimmy Koitzsch и Galantis, причем производство обрабатывалось последними тремя.

## Информация
Galantis, отпраздновали выпуск «Hunter» с мероприятием Facebook Live, в котором они признали своих поклонников и ответили на вопросы, представленные зрителями. «Hunter» играл в фоновом режиме во всём сегменте.
Дуэт появился в Last Call с Карсоном Дейли, в мае 2017 года, чтобы исполнить «Hunter», а также «No Money» и «Peanut Butter Jelly».

## Музыкальное видео
Музыкальное видео, которое было направлено Беном Фи, было премьером на счету Vevo дуэта 29 июня 2017 года. В видео представлены талисман Galantis, Seafox, в сопровождении множества одетых лесных существ на охоте за магическим средством.

## Список композиций
| №  | Название | Длительность |
| -- | -------- | ------------ |
| 1. | «Hunter» | 3:03         |

| №  | Название                                  | Длительность |
| -- | ----------------------------------------- | ------------ |
| 1. | «Hunter» (NGHTMRE и Rickyxsan Remix)      | 2:28         |
| 2. | «Hunter» (Henry Fong Remix)               | 3:01         |
| 3. | «Hunter» (Mike Williams Remix)            | 3:50         |
| 4. | «Hunter» (Made in June Remix)             | 3:14         |
| 5. | «Hunter» (Galantis and Misha K VIP Remix) | 2:54         |